# Paul Sordes
Pour les articles homonymes, voir Sordes.
Paul Sordes (Paris, 9 février 1877 - Paris, 20 mai 1937) est un artiste peintre, pianiste et scénographe français.

## Biographie
Paul Auguste Octave Sordes est né le 9 février 1877 dans le 9e arrondissement de Paris. Il a un frère, Charles. Les frères Sordes vont vivre une partie de leur vie dans un appartement situé dans l'immeuble dit Villa du Phénix au 39 rue Dulong.
Pianiste accompli, Paul expose des dessins, des pastels et des aquarelles aux Salon des indépendants, peut-être avant 1902. Il y noue une relation d'amitié avec Tristan Klingsor, lequel admire son travail et dit de lui qu'il est « une sorte de Ravel de la palette ».
C'est également vers cette époque qu'il participe aux réunions du cercle des Apaches, regroupant des musiciens, des écrivains et des plasticiens ; les premières réunions, de 1902 à 1904, ont lieu rue Dulong ou chez Klingsor, au 31 de la rue du Parc-de-Montsouris. Ce fut la création de Pelléas et Mélisande de Claude Debussy le 30 avril 1902 qui servit de détonateur et de prétexte à réunir ces jeunes gens venus d'horizons différents. 
Le musicien Maurice Ravel devient un intime de Paul Sordes, et lui dédie entre autres la troisième pièce, « Une barque sur l'océan », de Miroirs. D'autres réunions des Apaches eurent lieu soit chez Maurice Delage, qui lui dédie la mélodie Intermezzo, soit chez Florent Schmitt et cessèrent après 1914.
Lors de son mariage, le 22 juin 1905, parmi les témoins figuraient trois Apaches Michel Dimitri Calvocoressi, Maurice Delage et Charles Sordes.

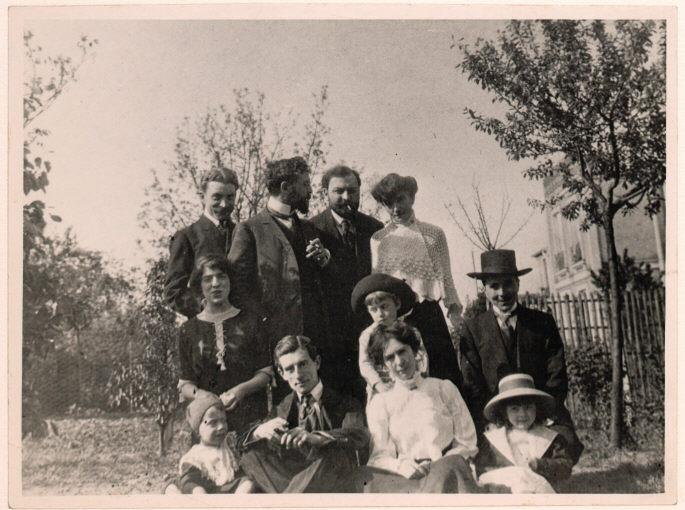
Réunion chez Florent Schmitt en 1910 : Sordes est au dernier rang à gauche, à côté de Schmitt et Fargue. Au 1er rang, assis à gauche, Ravel.

Fin 1907, il cofonde la Société d'art français, où l'on compte Klingsor, Antoine Bourdelle, Paul Deltombe, Gaston Prunier, Émile Roustan, Ardenne de Tizac ; leur première exposition se tient au Cercle de la librairie, en février 1908. 
En tant que scénographe, Sordes travailla aux côtés de Georges Mouveau. Dans les années 1920, Sordes expose avec les membres de la société artistique La Croûte.
Paul Sordes meurt le 20 mai 1937 dans le 14e arrondissement de Paris.